# Torontoanlæg
Et torontoanlæg er et trafiklys der konstant blinker gult. Dets funktion er at gøre bilister ekstra opmærksomme på et fodgængerfelt, og det kan være placeret over vejen eller i vejsiderne ved fodgængerfeltet.
Der findes flere former med forskelligt antal blinkende pærer, ligesom der findes versioner som blinker i to eller fire retninger.
Visse steder, blandt andet i Sverige, ses lyssignaler, der fungerer som trefarvede trafiklys i trafikbelastede tidsrum og blot blinker gult i tidsrum med let trafik.